# Blind ammunition
- Övre vänster: Blind sjörobot (natomålning).
- Övre höger: Blind handgranat i trä, grep saknas.
- Undre vänster: Blinda stridsvagnspatroner.
- Undre höger: Bandade blindpatroner (svensk målning).

Blind ammunition, kort blindam, är en sammanfattande benämning på olika typer av ammunition utformade som attrapper för militära övningsändamål. Sådan saknar därför helt skarpa medel eller explosiva ämnen, till exempel stridsladdning eller drivladdning, och kan inte avfyras eller explodera.
Exempel på olika typer av blind ammunition är: laddblindammunition, blind exercisammunition, transportblindammunition och åskådningsammunition. Av dessa finns diverse ytterligare undervarianter för olika specialuppdrag.
Blind ammunition kunde tidigare även avse lös ammunition för gevärsexercis och eldgivningsövning, varav kommando Ladda blindt! användes.

## Blind-prefix
Prefixet "blind" används även som prefix i olika utformningar av blind ammunition:
- Blindpatroner (blindptr) – blind enhetspatron
- Blindprojektil (blindprj) – blind eldrörsprojektil till delad patron som ej får skjutas
- Blindbomb (blindb) – blind flygbomb
- Blindraket (blindrak) – blind raket
- Blindrobot (blindrb) – blind robot

## Laddblindammunition

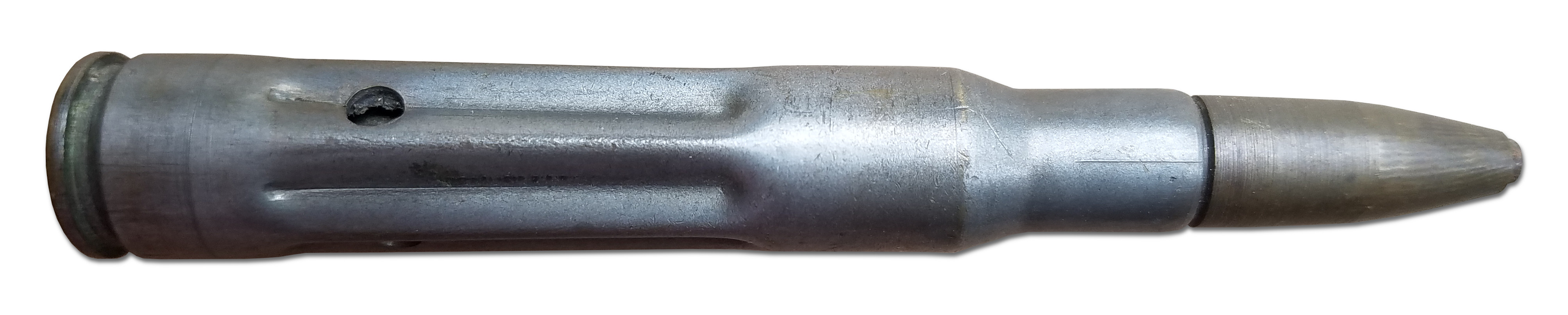
Laddblindpatron med tryckavlastande fåror på hylsan för att underlätta hylsutdragning vid "patrun ur"-exercis.

Laddblindammunition, kort laddblindam, är blind ammunition avsedd för utbildning i laddande av skarpt vapen samt för övning vid laddövningsapparat (se avsnittet Laddövningsapparat).
Laddblind är även prefix för olika former av laddblindammunition:
- Laddblindpatron (laddblindptr)
- Laddblindprojektil (laddblindprj)
- Laddblindgranat (laddblindgr)

### Blindprojektil

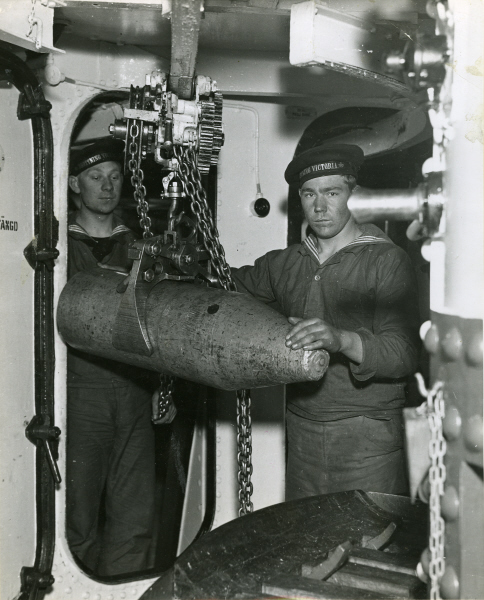
28 cm langnings-ö laddövningsprojektil M/12 till en 28 cm kanon M/12 ombord på.

Runt 1900-talets första halva och tidigare fanns diverse olika typer av laddblindammunition för olika typer av övningar till grovkalibriga eldrörsvapen med delad ammunition. Delad ammunition betyder att projektilen laddas först i vapnet, varav man sedan laddar patronläget med en laddningshylsa eller laddningsställ. Blind sådan ammunition kallas blindprojektil och har historiskt använts till flera olika övningsuppgifter. Bland annat laddövning, langningsövning och tempereringsövning (inställning/"temperering" av brisadtid på tidrör). Innan termen blind tillkommit betecknades blindprojektiler efter en eller flera av dess användningsområden, exempelvis "langnings-ö laddövningsprojektil".

### Laddövningsapparat
Laddövningsapparat, kort laddövnapp, är en typ av laddningssimulator som är konstruerad så att dess funktion i största möjliga utsträckning svarar mot funktionen hos ett specifikt vapen. De används som surrogatmedel för det skarpa vapnet tillsammans med laddblindammunition i syfte att utbilda soldater i att ladda pjäsen och för att hålla drillövning i att ladda. Detta för att få en hög färdighet hos soldater när de skall övergå från övning till skarp verksamhet.

## Blind exercisammunition

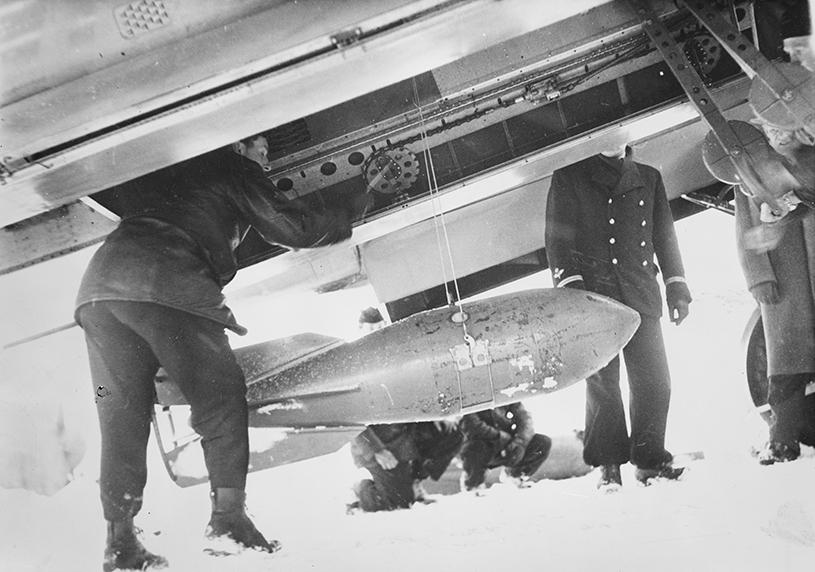
En exercisbomb av typen "250 kg minbomb m/37B blind" som hissas upp i en Saab 18.

Exercisammunition, kort exam, är ammunition avsedd för exercisövningar (övningar i militärt uppträdande med avseende på rörelser och vapenhantering, etc), vilket kan vara antingen blind ammunition eller skarp ammunition (övningsammunition).
Blind exercisammunition urskiljer sig från återstående blind ammunition i att vara särskilt byggd för exercis, såsom utbildning i handhavande och iordningställande av ammunition i fält.
Exempel på blind exercisammunition är:
- Exercisbomb (exb) – blinda flygbomber avsedd för övning av upphängning i bombställ på flygplan och andra exercisövningar.[8]
- Pjäsexercisammunition (pjexam) – blind pjäsammunition avsedd för utbildning i att handha och iordningställa ammunition på pjäsplats.[1]

## Transportblindammunition
Transportblindammunition, kort tpblindam, är attrapper som till format, vikt, hanterbarhet och märkning överensstämmer med den i organisationen ingående stridsammunitionen och används för att bland annat öva ammunitionsersättning.
Transportblind är även prefix för olika former av transportblindammunition:
- Transportblindpatron (tpblindptr)
- Transportblindbomb (tpblindb)
- Transportblindrobot (tpblindrb)

## Åskådningsammunition

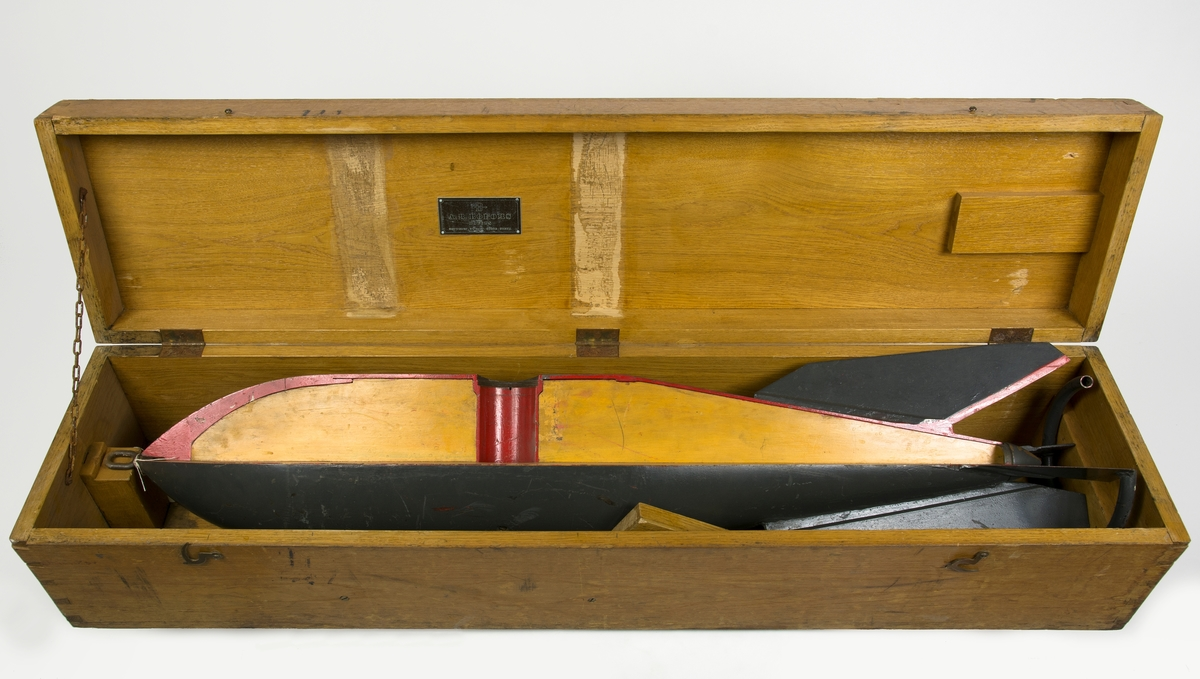
50 kg minbomb m/37A åskådningsbomb.

Åskådningsammunition, kort åskådam, är blind ammunition som utseendemässigt överensstämmer med motsvarande stridsammunition och används för säker åskådning av ammunition i olika syften, exempelvis som visuellt läromedel kring ammunitionslära. För detta finns även uppskurna modeller som visar insidan av ammunition.
I Sverige brukar åskådningsammunition särskiljas från skarp stridsammunition genom ett längsgående grönt band med texten "ÅSKÅS" påtryckt.

### Fotnoter
1. 1 2 3 4 5 6 7 8 9 10 11   Amordlista: Preliminär Ammunitionsordlista. Försvarets materielverk (FMV), huvudavdelningen för armémateriel. 1979. sid. 10, 40, 55, 75, 77, 86,. Läst 11 februari 2022
2. ↑  Alf Sandqvist; Sivert Sahlström (2000-12-11) (Manual). SoldR Mtrl Vapen, Granatgevär 8,4 cm, Soldatreglemente för vapenmateriel, 8,4 cm Granatgevär m/48 och m/86, (SoldR Mtrl Grg). SoldR Mtrl Vapen (2000 års utgåva). Försvarsmakten, Försvarets materielverk (FMV) och AerotechTelub Information och Media AB. sid. 44. https://docplayer.se/9661527-Soldr-mtrl-vapen-granatgevar-8-4-cm.html. Läst 11 februari 2022
3. ↑  Svenska Akademiens ordbok: blind ammunition
4. 1 2 3  AIMA (ApteringsInstruktion för Marinens artilleri Ammunition), Sorterade apteringsritningar, Projektiler
5. ↑  ”Ammunition, standardiseringsfrågor”. Tidskrift i sjöväsendet (Karlskrona: Kungliga Örlogsmannasälskapet) (2):  sid. 93. 1942. https://www.koms.se/content/uploads/2014/05/TiS-Nr-2-1942.pdf. Läst 11 februari 2022.
6. ↑  ”Laddövningsapparat till 10,5 cm haubits m/40”. Smålands Militärhistoriska Sällskap. smhs.com.dinstudio.se. Arkiverad från originalet den 12 augusti 2020. https://web.archive.org/web/20200812060533/http://smhs.com.dinstudio.se/gallery_81.html. Läst 11 februari 2022.
7. ↑  ”Reglemente, Parad 3: Formellt uppträdande” (Reglemente). Försvarsmakten. sid. 11. https://www.forsvarsmakten.se/siteassets/4-om-myndigheten/dokumentfiler/reglementen/r-parad-3-2017.pdf. Läst 11 februari 2022.
8. 1 2 3  Thorsson, Nils (1975). Historik och kartläggning av vapenmateriel för flygplan. sid. 74